# Bernd von Arnim (Politiker)

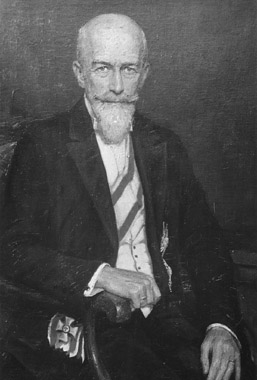
Bernd von Arnim

Johann Friedrich Bernd von Arnim (* 20. Mai 1850 auf Gut Criewen; † 15. Dezember 1939 ebenda) war ein preußischer Staats- und Landwirtschaftsminister (1906/10), Mitglied des Preußischen Herrenhauses (1906/18) sowie 1. Kurator der Familienstiftung von Arnim-Sperrenwalde.

## Leben

### Familie
Er entstammte einem märkischen Adelsgeschlecht von Arnim und war der Sohn des Gutsbesitzers Gustav von Arnim (1820–1904), Mitglied des Preußischen Herrenhauses, und dessen Ehefrau Klara, geborene von Prillwitz (1831–1883).
Arnim heiratete am 5. Dezember 1877 in Brighton (England) Margarete Freiin von Arnim (* 9. Dezember 1859 in Berlin; † 2. Mai 1940 auf Gut Criewen). Sie war die Tochter des preußischen Kammerherrn und Wirklichen Geheimrats Harry von Arnim, Gutsbesitzer auf Güstow, Schlagenthin und anderen, und dessen Ehefrau Sophie Gräfin von Arnim aus dem Hause Boitzenburg. Das Ehepaar hatte fünf Kinder, darunter der spätere Generalmajor der Wehrmacht Harry von Arnim (1890–1941).

### Karriere
Arnim ging mit seinen Brüdern als Zögling auf die Ritterakademie Brandenburg auf der dortigen Dominsel. Danach trat er 1867 in die Preußische Marine ein und wurde 1875 Leutnant zur See beim Torpedoversuchsdetachement der Kaiserlichen Marine in Kiel. 1876 zur Disposition gestellt, wechselte er zur Seewehr, wo er bis zum Jahr 1882 blieb und als Korvettenkapitän ausschied. Danach bewirtschaftete er das väterliche Gut Criewen.

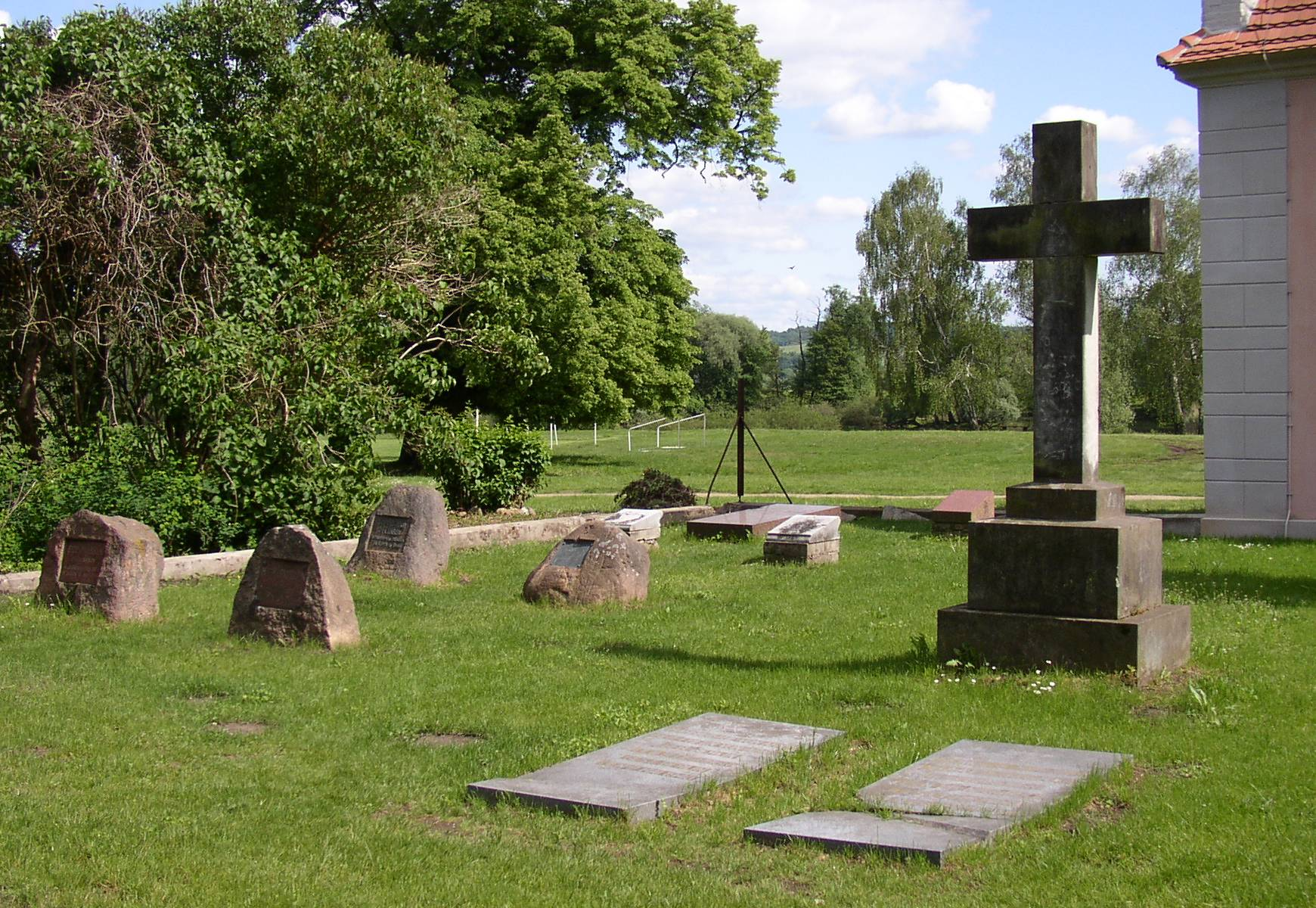
Patronatsfriedhof in Criewen

1872 wurde er Vorsitzender der Deutschen Landwirtschaftsgesellschaft. Von 1892 bis 1902 war er auch Mitglied im Ausschuss zur Untersuchung der Wasserverhältnisse in den der Überschwemmungsgefahr besonders ausgesetzten Flussgebieten. 1895 wurde er stellvertretendes Mitglied im Landeseisenbahnrat, 1896 Mitglied in der Direktion der uckermärkischen Ritterschaft, als Ritterschaftsrat, in Prenzlau und Mitglied in der Kommission zur landwirtschaftlichen Begutachtung des BGB. 1902 wurde er Mitglied des Preußischen Landesökonomiekollegiums. Schließlich war er von November 1906 bis Juni 1910 Landwirtschaftsminister.
Sein örtlicher Gutsbesitz umfasste vor der großen Wirtschaftskrise 1929/1930 für Rittergut Criewen 507 ha und für das Rittergut Densen 392 ha. Davon waren 160 ha Waldbesitz. Des Weiteren bestand ein mittelgroßer Landwirtschaftsbetrieb.

#### Ehrungen
Die Arnimallee in Dahlem wurde 1908 nach ihm benannt. Außerdem wurde er 1911 von der Tierärztlichen Hochschule Hannover zum Ehrendoktor der Veterinärmedizin ernannt.
Sein Grab befindet sich auf dem Patronatsfriedhof in Criewen.